# Criminal Squad
Pour les articles homonymes, voir Criminal et À armes égales.
Série
Criminal Squad : Pantera
(2025)
Pour plus de détails, voir Fiche technique et Distribution.
Criminal Squad, ou À armes égales au Québec (Den of Thieves) est un film d'action américain réalisé par Christian Gudegast et sorti en 2018.
Le film met en scène Gerard Butler dans le rôle de Nick O'Brien, un policier du Los Angeles Police Department connu pour ses méthodes expéditives et violentes. Il est chargé d'enquêter sur un groupe de braqueurs, composé d'anciens soldats et mené par Ray Merrimen, qui a attaqué un fourgon blindé et tué quatre policiers. Malgré la pression, Ray Merrimen et ses hommes décident de s'attaquer à la réserve fédérale des États-Unis, réputée impossible à cambrioler.
Une suite Criminal Squad : Pantera sort en 2025.

## Synopsis
À Gardena près de Los Angeles, une équipe de braqueurs chevronnés détourne un camion blindé vide. La fusillade qui s'ensuit avec la police fait plusieurs morts : quatre policiers, deux convoyeurs et un membre de l'équipe de Merrimen. Ces derniers s'enfuient avec le camion vide. L'enquête est confiée à l'inspecteur du département du shérif du comté de Los Angeles, Nick « Big Nick » O'Brien. Ce dernier travaille avec son équipe de l'unité des crimes majeurs, dont les membres sont tous aussi déjantés que lui. Ils ne tardent pas à suspecter Ray Merrimen, ex-MARSOC, récemment sorti de prison.
Nick et son équipe kidnappent Donnie Wilson, un barman, qui finit par avouer qu'il a été le chauffeur des voleurs. Il décrit une grosse somme d'argent volée dans un stade par l'équipe, mais nie connaître leurs projets futurs et est libéré.
Merrimen et son équipe se préparent à cambrioler la Réserve fédérale, fortement gardée : avec environ 30 millions de dollars d'anciens billets retirés de la circulation chaque jour, ils prévoient de voler l'argent intraçable avant qu'il ne soit déchiqueté. Alors que sa femme demande le divorce, Nick suit Donnie avec son équipe. Il s'est fait embauché comme chauffeur-livreur d'un restaurant asiatique, lui permettant de livrer au sein de la banque fédérale. Une confrontation avec Nick amène l'équipage de Merrimen à soupçonner que Donnie est un informateur. Interrogé sous la menace d'une arme, il admet avoir été interrogé par Nick ; à sa grande surprise, Merrimen lui ordonne de dire à Nick quand le braquage a lieu. Donnie informe Nick mais nie connaître l'emplacement. Nick couche avec la petite amie de Merrimen, qui – agissant selon les instructions de Merrimen – révèle que l'équipe va braquer une banque à Pico Rivera.
Le jour du braquage, alors que l'équipe de Nick attend à proximité pour assurer la surveillance, l'équipe de Merrimen prend en otage la banque d'épargne et de prêt Pico Rivera, exigeant une rançon et un hélicoptère. Lorsque le FBI tente de négocier, les braqueurs semblent exécuter une otage. Les voleurs accèdent au coffre-fort et font exploser des explosifs à l'intérieur, ce qui amène Nick à réaliser que ce n'est pas leur mode opératoire habituel. Il prend lui-même d'assaut la banque avec impatience pour retrouver les otages vivants, ligotés et cagoulés tandis que les voleurs se sont frayés un chemin dans les égouts et se sont échappés.
Merrimen et son bras droit Enson infiltrent la Réserve fédérale, utilisant le camion blindé volé et l'argent du stade pour se faire passer pour des gardes de sécurité déposant de l'argent. Donnie, caché dans un chariot rempli d'argent, est transporté à l'intérieur d'une salle de comptage alors que les voleurs perturbent l'alimentation électrique de la pièce, la faisant ressembler à une simple panne de courant. Les employés sont brièvement renvoyés et Donnie déclenche une impulsion électromagnétique pour désactiver les caméras de la pièce alors qu'il envoie les factures destinées à être déchiquetées en toute sécurité dans le vide-ordures. Rampant à travers un conduit d'air jusqu'aux toilettes, il quitte le bâtiment dans son uniforme de livraison alors que Merrimen et Enson partent.
Un camion poubelle ramasse les déchets contenant l'argent et est intercepté par les voleurs. L'équipe de Nick capture Donnie et le bat pour qu'il révèle la voie d'évacuation de Merrimen. Coincé dans la circulation, l'équipage de Merrimen repère l'équipe de Nick qui approche et échange des tirs. L'adjoint "Borracho" et le voleur Bosco sont tués. Fuyant à pied avec Nick à sa poursuite, Enson est tué et Merrimen est grièvement blessé. Acculé, Merrimen lève son arme vide, forçant Nick à lui tirer dessus mortellement. Au lieu de l'argent, seuls des sacs de papier déchiqueté sont trouvés dans le véhicule de Merrimen, et le FBI informe Nick que toutes les devises sont comptabilisées à la Réserve fédérale, tandis que Donnie s'est échappé.
Nick revisite le bar de Donnie pour apprendre qu'il a arrêté. Remarquant que le bar est fréquenté par des employés de la Réserve fédérale et repérant une photo de Donnie et de ses amis, Nick se rend compte que Donnie est le véritable cerveau du braquage : en rassemblant des informations auprès des clients du bar, il a pu planifier l'intégralité du vol et a recruté ses amis pour intercepter l'argent et trahir l'équipe de Merrimen. Après avoir expédié l'argent au Panama et s'être enfui à Londres avec ses complices, Donnie travaille maintenant dans un autre bar en face d'une bourse de diamants – sa prochaine cible.

## Fiche technique
Sauf indication contraire, les informations mentionnées dans cette section peuvent être confirmées par la base de données cinématographiques IMDb,  présente dans la section « Liens externes ».
- Titre original : Den of Thieves
- Titre français : Criminal Squad
- Titre québécois : À armes égales
- Réalisation : Christian Gudegast
- Scénario : Christian Gudegast et Paul Scheuring
- Musique : Cliff Martinez
- Photographie : Terry Stacey
- Montage : Joel Cox
- Production : Mark Canton, Gerard Butler, Christian Gudegast, Ryan Kavanaugh et Tucker Tooley
- Sociétés de production : STXfilms, Tucker Tooley Entertainment, Diamond Film Productions et Atmosphere Entertainment MM
- Sociétés de distribution : STX Entertainment (États-Unis), Metropolitan FilmExport (France)
- Pays de production :  États-Unis
- Format : couleurs
- Durée : 140 minutes
- Langue originale : anglais
- Genre : action, policier, film de casse
- Dates de sortie :
  - États-Unis : 19 janvier 2018
  - France : 21 février 2018

## Distribution
- Gerard Butler (VF : Boris Rehlinger ; VQ : Louis-Philippe Dandenault) : Nick « Big Nick » O'Brien
- Pablo Schreiber (VF : Valentin Merlet ; VQ : Frédéric Paquet) : Ray Merrimen
- O'Shea Jackson Jr (VF : Daniel Lobé ; VQ : Gilbert Lachance) : Donnie Wilson
- Curtis « 50 Cent » Jackson (VF : Raphaël Cohen ; VQ : Fayolle Jean Jr) : Enson Levoux
- Evan Jones (VF : Vincent Ropion ; VQ : Hugolin Chevrette) : Bosco
- Cooper Andrews (VF : Jean-Marc Charrier ; VQ : Thiéry Dubé) : Mack
- Brian Van Holt (VF : Arnaud Arbessier) : Murphy « Murph » Collings
- Maurice Compte (VF : Pascal Germain) : Benny « Borracho » Megalob
- Kaiwi Lyman-Mersereau (en) (VF : Guillaume Marquet) : Tony « Z » Zapata
- Dawn Olivieri (VF : Déborah Perret ; VQ : Ariane-Li Simard-Côté) : Debbie Flanagan
- Mo McRae (VF : Jean-Baptiste Anoumon) : Gus Henderson
- Meadow Williams (VF : Daria Levannier) : Holly
- Sonia Balmores (VF : Ana Piévic) : Malia
- Oleg Taktarov : Alexi
- Jordan Bridges (VF : Stéphane Pouplard) : « Lobbin » Bob Golightly
- Michael Bisping : Connor
- Max Holloway : Bas
- Jay Dobyns : Wolfgang
- Alix Lapri : Maloa
- Eric Braeden (VF : Hervé Bellon) : Ziggy Zerhusen
- Nick Loeb : Rudd
- Jermaine Rivers : Jackson

 Source et légende : version québécoise (VQ) sur Doublage.qc.ca

## Accueil
Le film connaît un succès commercial modéré, rapportant 80 509 622 $ au box-office mondial, dont 44 947 622 $ aux États-Unis. En France, il totalise 271 808 entrées.

## Suite
En février 2018, il est annoncé qu'une suite est en développement, toujours avec Christian Gudegast comme réalisateur et avec Gerard Butler et O'Shea Jackson Jr.,. Cette suite est intitulée Den of Thieves 2: Pantera en version originale et sort sous le titre Criminal Squad : Pantera.